# Sympleks (matematyka)

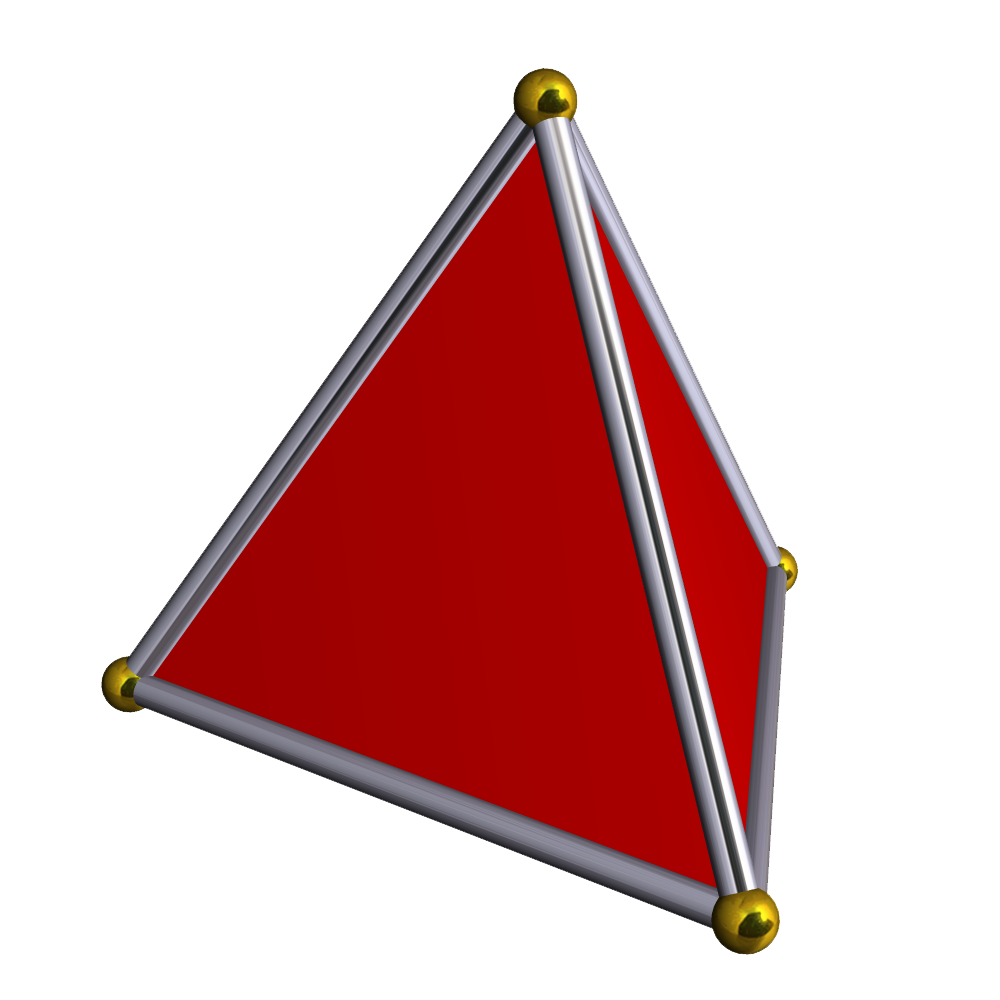
Przykład 3-sympleksu

Sympleks – uogólnienie odcinka, trójkąta i czworościanu na dowolne wymiary. Intuicyjnie, {\displaystyle k}-wymiarowym sympleksem nazywamy {\displaystyle k}-wymiarowy wielościan, który jest wypukłą otoczką swoich {\displaystyle k+1} wierzchołków.

## Definicja w przestrzeni liniowej
Niech {\displaystyle k\leqslant n.}
Niech {\displaystyle x_{0},x_{1},x_{2},\dots ,x_{k}} będą wektorami {\displaystyle n}-wymiarowej rzeczywistej przestrzeni liniowej i niech każde {\displaystyle n} różnych wektorów spośród nich tworzą liniowo niezależny układ.
Sympleksem {\displaystyle k}-wymiarowym {\displaystyle S} o {\displaystyle k+1} wierzchołkach {\displaystyle x_{0},x_{1},x_{2},\dots ,x_{k}} jest zbiór wektorów:
{\displaystyle S=\{r_{0}x_{0}+r_{1}x_{1}+r_{2}x_{2}+\ldots +r_{k}x_{k}\ \ :\ \ r_{0},r_{1},r_{2},\dots ,r_{k}\geqslant 0\ \ \wedge \ \ r_{0}+r_{1}+r_{2}+\ldots +r_{k}=1\}.}
Równoważnie:
Niech {\displaystyle k\leqslant n.}
Niech {\displaystyle x,x_{1},x_{2},\dots ,x_{k}} będą wektorami {\displaystyle n}-wymiarowej rzeczywistej przestrzeni liniowej i niech wektory {\displaystyle x_{1},\dots ,x_{k}} tworzą liniowo niezależny układ.
Sympleksem {\displaystyle k}-wymiarowym {\displaystyle S} jest zbiór wektorów:
{\displaystyle S=\{x+r_{1}x_{1}+r_{2}x_{2}+\ldots +r_{k}x_{k}\ \ :\ \ r_{1},r_{2},\dots ,r_{k}\geqslant 0\ \ \wedge \ \ r_{1}+r_{2}+\ldots +r_{k}\leqslant 1\}.}
Układ {\displaystyle k+1} wektorów {\displaystyle x,x+x_{1},x+x_{2},\dots ,x+x_{k}} tworzy wierzchołki sympleksu {\displaystyle S.}

## Definicja w przestrzeni afinicznej
Niech {\displaystyle k\leqslant n.}
Niech {\displaystyle p,p_{0},\dots ,p_{k}} będą punktami rzeczywistej przestrzeni afinicznej {\displaystyle n}-wymiarowej i niech każde {\displaystyle n} różnych wektorów spośród {\displaystyle {\overrightarrow {pp_{0}}},{\overrightarrow {pp_{1}}},\dots ,{\overrightarrow {pp_{k}}}} tworzą liniowo niezależny układ.
Sympleksem {\displaystyle k}-wymiarowym {\displaystyle S} o {\displaystyle k+1} wierzchołkach {\displaystyle p_{0},\dots ,p_{k}} jest zbiór punktów:
{\displaystyle S=\{p+r_{0}\cdot {\overrightarrow {pp_{0}}}+r_{1}\cdot {\overrightarrow {pp_{1}}}+\ldots +r_{k}\cdot {\overrightarrow {pp_{k}}}\ \ :\ \ r_{0},r_{1},\ \dots ,r_{k}\geqslant 0\ \ \wedge \ \ r_{0}+r_{1}+\ldots +r_{k}=1\}.}
Zdefiniowany zbiór {\displaystyle S} nie zależy od wyboru punktu {\displaystyle p.}
Każdy punkt tak zdefiniowanego sympleksu jest średnią ważoną z wierzchołków {\displaystyle p_{0},\dots ,p_{k}} o wagach odpowiednio {\displaystyle r_{0},r_{1},\ \dots ,r_{k}} (tzw. kombinacja wypukła).
Sympleks jest najmniejszym wypukłym zbiorem zawierającym punkty {\displaystyle p_{0},\dots ,p_{k}.}
Równoważnie:
Niech {\displaystyle k\leqslant n.}
Niech {\displaystyle p_{0},\dots ,p_{k}} będą punktami rzeczywistej przestrzeni afinicznej {\displaystyle n}-wymiarowej i niech wektory {\displaystyle {\overrightarrow {p_{0}p_{1}}},{\overrightarrow {p_{0}p_{2}}},\dots ,{\overrightarrow {p_{0}p_{k}}}} tworzą liniowo niezależny układ.
Sympleksem {\displaystyle k}-wymiarowym {\displaystyle S} o {\displaystyle k+1} wierzchołkach {\displaystyle p_{0},p_{1},\dots ,p_{k}} jest zbiór punktów:
{\displaystyle S=\{p_{0}+r_{1}\cdot {\overrightarrow {p_{0}p_{1}}}+r_{2}\cdot {\overrightarrow {p_{0}p_{2}}}+\ldots +r_{k}\cdot {\overrightarrow {p_{0}p_{k}}}\ \ :\ \ r_{1},r_{2},\ \dots ,r_{k}\geqslant 0\ \ \wedge \ \ r_{1}+r_{2}+\ldots +r_{k}\leqslant 1\}.}
Tak zdefiniowany zbiór {\displaystyle S} nie zależy od sposobu ponumerowania układu punktów {\displaystyle p_{0},p_{1},\dots ,p_{k}.}

## Przestrzeń euklidesowa
W przestrzeni euklidesowej:
- sympleks zerowymiarowy to punkt,
- sympleks jednowymiarowy to odcinek,
- sympleks dwuwymiarowy to trójkąt,
- sympleks trójwymiarowy to czworościan (niekoniecznie foremny),
- sympleks czterowymiarowy to 5-komórka,

i ogólnie:
- sympleks {\displaystyle n}-wymiarowy to wielokomórka, której ścianami jest {\displaystyle n+1} sympleksów {\displaystyle n-1}-wymiarowych.

## Lista sympleksów
Poniżej znajduje się lista {\displaystyle n}-wymiarowych sympleksów (do {\displaystyle n=10} włącznie).
| Δn  | Grafika (skośny rzut ortogonalny z ang.: skew orthogonal projection) | Nazwa symbol Schläfliego diagram Coxetera-Dynkina | Wierzchołków 0-wym. | Krawędzi 1-wym. | Ścian 2-wym. | Komórek 3-wym. | 4-wym. | 5-wym. | 6-wym. | 7-wym. | 8-wym. | 9-wym. | 10-wym. |
| --- | -------------------------------------------------------------------- | ------------------------------------------------- | ------------------- | --------------- | ------------ | -------------- | ------ | ------ | ------ | ------ | ------ | ------ | ------- |
| Δ0  |                                                                      | 0-sympleks (punkt)                                | 1                   |                 |              |                |        |        |        |        |        |        |         |
| Δ1  |                                                                      | 1-sympleks (odcinek) {}                           | 2                   | 1               |              |                |        |        |        |        |        |        |         |
| Δ2  |                                                                      | 2-sympleks (trójkąt) {3}                          | 3                   | 3               | 1            |                |        |        |        |        |        |        |         |
| Δ3  |                                                                      | 3-sympleks (czworościan) {3,3}                    | 4                   | 6               | 4            | 1              |        |        |        |        |        |        |         |
| Δ4  |                                                                      | 4-sympleks (pentachoron) {3,3,3}                  | 5                   | 10              | 10           | 5              | 1      |        |        |        |        |        |         |
| Δ5  |                                                                      | 5-sympleks {3,3,3,3}                              | 6                   | 15              | 20           | 15             | 6      | 1      |        |        |        |        |         |
| Δ6  |                                                                      | 6-sympleks {3,3,3,3,3}                            | 7                   | 21              | 35           | 35             | 21     | 7      | 1      |        |        |        |         |
| Δ7  |                                                                      | 7-sympleks {3,3,3,3,3,3}                          | 8                   | 28              | 56           | 70             | 56     | 28     | 8      | 1      |        |        |         |
| Δ8  |                                                                      | 8-sympleks {3,3,3,3,3,3,3}                        | 9                   | 36              | 84           | 126            | 126    | 84     | 36     | 9      | 1      |        |         |
| Δ9  |                                                                      | 9-sympleks {3,3,3,3,3,3,3,3}                      | 10                  | 45              | 120          | 210            | 252    | 210    | 120    | 45     | 10     | 1      |         |
| Δ10 |                                                                      | 10-sympleks {3,3,3,3,3,3,3,3,3}                   | 11                  | 55              | 165          | 330            | 462    | 462    | 330    | 165    | 55     | 11     | 1       |

## Wielkości opisujące sympleks

### Liczba k-wymiarowych sympleksów w sympleksie n-wymiarowym
Dana jest dwuargumentowa funkcja {\displaystyle N(n,k)} określająca liczbę sympleksów {\displaystyle k}-wymiarowych w sympleksie {\displaystyle n}-wymiarowym, przy czym {\displaystyle n\geqslant k.} Oczywiste jest wówczas, że dowolny sympleks {\displaystyle n}-wymiarowy składa się z:
- {\displaystyle n+1} sympleksów zerowymiarowych, czyli wierzchołków:

{\displaystyle N(n,k)=n+1;\quad k=0,}
- dokładnie jednego sympleksu {\displaystyle n}-wymiarowego, czyli z samego siebie:

{\displaystyle N(n,k)=1;\quad k=n.}
Aby, mając dany {\displaystyle n}-wymiarowy sympleks, utworzyć na jego podstawie sympleks {\displaystyle (n+1)}-wymiarowy, należy dodać 1 nowy wierzchołek. Wynika stąd, iż {\displaystyle (n+1)}-wymiarowy sympleks będzie miał o 1 wierzchołek więcej, niż sympleks {\displaystyle n}-wymiarowy. Nowe krawędzie (sympleksy jednowymiarowe) dodajemy, łącząc wszystkie wierzchołki pierwotnego sympleksu z nowo utworzonym wierzchołkiem. Tak więc liczba krawędzi w obecnym sympleksie zwiększy się o liczbę wierzchołków w sympleksie pierwotnym. Nowe ściany (sympleksy dwuwymiarowe) tworzymy natomiast, łącząc wszystkie wierzchołki starego sympleksu z nowym wierzchołkiem. Stąd też liczba ścian nowego sympleksu powiększy się o liczbę krawędzi w starym sympleksie itd. Uogólniając powyższe spostrzeżenie na dowolny wymiar: każdy {\displaystyle n}-wymiarowy sympleks posiada pewną liczbę sympleksów {\displaystyle k}-wymiarowych, która jest równa liczbie tych sympleksów dla {\displaystyle (n-1)}-wymiarowego sympleksu, powiększoną o liczbę sympleksów {\displaystyle (k-1)}-wymiarowych dla tegoż sympleksu. To wszystko zachodzi oczywiście dla {\displaystyle 0<k<n{:}}
{\displaystyle N(n,k)=N(n-1,k-1)+N(n-1,k);\quad 0<k<n.}
Z powyższych rozważań utworzyć można rekurencyjny wzór na liczbę {\displaystyle k}-wymiarowych sympleksów w dowolnym sympleksie {\displaystyle n}-wymiarowym:
{\displaystyle N(n,k)=\left\{{\begin{array}{l}n+1;&k=0\\1;&k=n\\N(n-1,k-1)+N(n-1,k);&0<k<n\end{array}}\right..}
Zauważmy, że gdyby {\displaystyle N(n,k)=n;\quad k=1} wówczas powyższy wzór opisywałby symbol Newtona, czyli {\displaystyle N(n,k)={n \choose k}} Jednak ponieważ {\displaystyle N(n,k)=n+1;\quad k=0} jedynym racjonalnym wzorem, spełniającym wszystkie 3 powyższe warunki wzoru rekurencyjnego, jest {\displaystyle N(n,k)={n+1 \choose k+1}} Dlatego też ostatecznie wzór jawny na liczbę {\displaystyle k}-wymiarowych sympleksów w dowolnym sympleksie {\displaystyle n}-wymiarowym wyraża się wzorem:
{\displaystyle N(n,k)={n+1 \choose k+1}.}

### Środek masy sympleksu
- Definicja jawna

Jest to punkt będący średnią arytmetyczną odpowiednich współrzędnych wszystkich {\displaystyle n+1} wierzchołków {\displaystyle n}-wymiarowego sympleksu:
{\displaystyle S_{n}={\frac {1}{n+1}}\sum \limits _{k=1}^{n+1}P_{k}.}
- Definicja rekurencyjna

Dla sympleksu jednowymiarowego (odcinka) – średnia arytmetyczna odpowiednich współrzędnych obu wierzchołków.
Dla sympleksu {\displaystyle n}-wymiarowego, gdzie {\displaystyle n\geqslant 2} – punkt przecięcia się wszystkich środkowych sympleksu, przy czym środkowa sympleksu jest to odcinek łączący dowolny wierzchołek ze środkiem masy sympleksu {\displaystyle (n-1)}-wymiarowego przeciwległego do tego wierzchołka.

### Środek masy sympleksu foremnego
Dowolny {\displaystyle n}-wymiarowy sympleks foremny można zorientować w {\displaystyle n}-wymiarowym kartezjańskim układzie współrzędnych w taki sposób, aby wartości {\displaystyle n}-tej współrzędnej dla {\displaystyle n} wierzchołków były równe 0, zaś wartość tej współrzędnej dla {\displaystyle (n+1)}-tego wierzchołka była różna od 0. Wówczas owe n wierzchołków tworzy pewien {\displaystyle (n-1)}-wymiarowy sympleks foremny, będący podstawą naszego sympleksu {\displaystyle n}-wymiarowego, zaś wartość {\displaystyle n}-tej współrzędnej określa jego wysokość. Ponieważ wartości tej współrzędnej wszystkich wierzchołków podstawy wynosi 0, jej wartość dla ich średniej arytmetycznej również wynosi 0. Wynika stąd, iż {\displaystyle n}-ta współrzędna dla środka masy podstawy także ma wartość 0. Jedynie współrzędna ta dla {\displaystyle (n+1)}-tego wierzchołka ma wartość różną od 0. W takim razie wartość {\displaystyle n}-tej współrzędnej dla wszystkich {\displaystyle n+1} wierzchołków jest sumą {\displaystyle n} zer i jednej wartości różnej od zera, podzieloną przez {\displaystyle n+1.} Tak więc wartość tejże współrzędnej dla środka masy naszego {\displaystyle n}-wymiarowego sympleksu jest ilorazem jego wysokości podzieloną przez {\displaystyle n+1.} Ostatecznie, środek danego sympleksu n-wymiarowego {\displaystyle S_{n}} położony jest w odległości równej {\displaystyle {\tfrac {1}{n+1}}} jego wysokości od środka masy jego podstawy {\displaystyle S_{n-1}} i w odległości wynoszącej {\displaystyle {\tfrac {n}{n+1}}} jego wysokości od wierzchołka przeciwległego do tej podstawy {\displaystyle P_{n+1}{:}}
{\displaystyle |S_{n}S_{n-1}|=h_{n}\cdot {\frac {1}{n+1}},}
{\displaystyle |S_{n}P_{n+1}|=h_{n}\cdot {\frac {n}{n+1}}.}

### Wysokość sympleksu foremnego
Biorąc pod uwagę definicję sympleksu foremnego, jego podstawy, jak również i wysokości, udowodnić można prawdziwość poniższej rekurencyjnej zależności pomiędzy wysokością n-wymiarowego sympleksu foremnego {\displaystyle h_{n}} a wysokością jego podstawy {\displaystyle h_{n-1}{:}}
{\displaystyle h_{n}={\sqrt {h_{n-1}^{2}-{\frac {h_{n-1}^{2}}{n^{2}}}}}}
Powyższą zależność odpowiednio przekształcamy:
{\displaystyle {\begin{aligned}{\sqrt {h_{n-1}^{2}-{\frac {h_{n-1}^{2}}{n^{2}}}}}&=h_{n-1}{\sqrt {1-{\frac {1}{n^{2}}}}}\\&={h_{n-1}}\cdot {\frac {\sqrt {n^{2}-1}}{n}}\\&={h_{n-1}}\cdot {\frac {\sqrt {(n-1)(n+1)}}{n}}\\&=h_{n}.\end{aligned}}}
Jako warunek brzegowy tej rekurencyjnej zależności, zakładamy, że wysokość 1-wymiarowego sympleksu foremnego, czyli odcinka, jest równy długości tegoż odcinka, czyli długości krawędzi naszego sympleksu:
{\displaystyle h_{1}=x.}
Następnie, chcąc policzyć wysokość dowolnego {\displaystyle n}-wymiarowego sympleksu foremnego, podstawiamy do powyższej rekurencyjnej zależności odpowiednio kolejne wartości dla {\displaystyle k} równego od 1 do {\displaystyle n.} W wyniku tego otrzymujemy następujący iloczyn:
{\displaystyle h_{n}=x\cdot {\frac {\sqrt {1\cdot 3}}{2}}\cdot {\frac {\sqrt {2\cdot 4}}{3}}\cdot \ldots \cdot {\frac {\sqrt {(n-2)n}}{n-1}}\cdot {\frac {\sqrt {(n-1)(n+1)}}{n}}.}
Upraszczamy możliwie najbardziej powyższe wyrażenie:
{\displaystyle {\begin{aligned}h_{n}&=x\cdot {\frac {\sqrt {(1\cdot 3)\cdot (2\cdot 4)\cdot \ldots \cdot (n-2)n\cdot (n-1)(n+1)}}{n!}}\\&=x\cdot {\frac {\sqrt {1\cdot 2\cdot \left({\frac {(n-1)!}{2}}\right)^{2}\cdot n\cdot (n+1)}}{n!}}\\&=x\cdot {\frac {(n-1)!{\sqrt {2n(n+1)}}}{2n!}}\\&=x\cdot {\frac {\sqrt {2n(n+1)}}{2n}}\\&=x{\sqrt {\frac {n+1}{2n}}}.\end{aligned}}}
Ostatecznie, wysokość {\displaystyle n}-wymiarowego sympleksu foremnego o krawędzi długości {\displaystyle x} wyraża się wzorem:
{\displaystyle h_{n}=x{\sqrt {\frac {n+1}{2n}}}}
Natomiast rekurencyjna zależność na tę wysokość:
{\displaystyle h_{n}=\left\{{\begin{array}{l}x;&n=1\\{h_{n-1}}\cdot {\frac {\sqrt {(n-1)(n+1)}}{n}};&n>1\end{array}}\right..}
Nietrudno policzyć, że wysokość sympleksu foremnego o nieskończonej liczbie wymiarów dąży do:
{\displaystyle \lim _{n\to \infty }h_{n}=\lim _{n\to \infty }x{\sqrt {\frac {n+1}{2n}}}={\frac {x{\sqrt {2}}}{2}}}

### Miara główna sympleksu foremnego
Pod pojęciem miary głównej {\displaystyle n}-wymiarowego sympleksu foremnego rozumieć należy wielkość będącą uogólnieniem długości odcinka, pola powierzchni trójkąta równobocznego oraz objętości czworościanu foremnego, na {\displaystyle n}-ty wymiar. Dowolny {\displaystyle n}-wymiarowy sympleks foremny można podzielić na podstawę, składającą się z n wierzchołków, oraz {\displaystyle (n+1)}-tego przeciwległego do tej podstawy wierzchołka. Pomiędzy podstawą a przeciwległym do niej wierzchołkiem istnieje pewna wielkość zwana wysokością sympleksu, która jest równa odległości tego wierzchołka od {\displaystyle (n-1)}-wymiarowej hiperpłaszczyzny, w której zawarta jest podstawa. Wysokość sympleksu jest liniowo wprost proporcjonalna do odległości podstawy od przeciwległego do niej wierzchołka. Gdyby połączyć każdy wierzchołek podstawy z wierzchołkiem do niej przeciwległym, wówczas można zauważyć, że nasz {\displaystyle n}-wymiarowy sympleks jest odzwierciedleniem tejże podstawy, znajdującej się w pewnej odległości od jej przeciwległego wierzchołka, w pewnej skali. Ponieważ wszystkie odcinki, uzyskane z połączenia wierzchołków należących do podstawy z przeciwległym do niej wierzchołkiem, są liniami prostymi, skala długości krawędzi podstawy jest liniowo wprost proporcjonalna do jej odległości od jej przeciwległego wierzchołka. Natomiast stosunek skal {\displaystyle (n-1)}-wymiarowych miar głównych dwóch podstaw jest równy {\displaystyle (n-1)}-szej potędze stosunku długości odpowiednich krawędzi tych podstaw. Wynika więc stąd, iż stosunek skal {\displaystyle (n-1)}-wymiarowych miar głównych dwóch podstaw {\displaystyle X_{(n-1)1}} i {\displaystyle X_{(n-1)2}} jest równy {\displaystyle (n-1)}-szej potędze stosunku odpowiednich wysokości {\displaystyle h_{n1}} i {\displaystyle h_{n2}} łączących te podstawy z przeciwległym do nich wierzchołkiem:
{\displaystyle {\frac {X_{(n-1)1}}{X_{(n-1)2}}}=\left.\left({\frac {h_{n1}}{h_{n2}}}\right)^{n-1}\quad \right|\cdot X_{(n-1)2}.}
Mnożąc obie strony powyższego równania przez {\displaystyle X_{(n-1)2}} otrzymujemy:
{\displaystyle X_{(n-1)1}=X_{(n-1)2}\left({\frac {h_{n1}}{h_{n2}}}\right)^{n-1}.}
Zakładamy, że pierwsza podstawa jest skalą podstawy naszego n-wymiarowego sympleksu foremnego w zależności od zmiennej z przedziału od 0 do {\displaystyle h_{n},} zaś druga podstawa jest podstawą tegoż sympleksu oraz pierwsza wysokość jest zmienną w przedziale od 0 do {\displaystyle h_{n}} zaś druga wysokość jest wysokością tego sympleksu:
{\displaystyle X_{(n-1)2}=X_{n-1},}
{\displaystyle h_{n1}=x,}
{\displaystyle h_{n2}=h_{n}.}
Wówczas miara główna naszego n-wymiarowego sympleksu foremnego jest całką od 0 do {\displaystyle h_{n}} ze skali tego sympleksu w zależności od zmiennej z przedziału od 0 do {\displaystyle h_{n}{:}}
{\displaystyle {\begin{aligned}X_{n}&=\int \limits _{0}^{h_{n}}\,X_{n-1}\left({\frac {h}{h_{n}}}\right)^{n-1}dh\\&={\frac {X_{n-1}}{h_{n}^{n-1}}}\int \limits _{0}^{h_{n}}\,h^{n-1}dh\\&={\frac {X_{n-1}}{h_{n}^{n-1}}}\left[{\frac {h^{n}}{n}}\right]_{0}^{h_{n}}\\&={\frac {X_{n-1}}{h_{n}^{n-1}}}\cdot {\frac {h_{n}^{n}}{n}}\\&={\frac {1}{n}}X_{n-1}h_{n}.\end{aligned}}}
Tak więc z powyższego wyrażenia wynika, iż miara główna {\displaystyle n}-wymiarowego sympleksu foremnego jest równa iloczynowi współczynnika {\displaystyle {\tfrac {1}{n}}} miary głównej podstawy tegoż sympleksu oraz jego wysokości, co ma charakter rekurencyjny:
{\displaystyle X_{n}={\frac {1}{n}}X_{n-1}h_{n}.}
Ze wzoru na wysokość sympleksu foremnego łatwo zauważyć, że wysokość 1-wymiarowego sympleksu foremnego, a więc dla {\displaystyle n=1,} jest równa długości jego krawędzi:
{\displaystyle h_{1}=x.}
Następnie, chcąc policzyć miarę główną naszego sympleksu, podstawiamy do powyższej rekurencyjnej zależności odpowiednio kolejne wartości dla {\displaystyle k} równego od 1 do {\displaystyle n.} W wyniku tego otrzymujemy następujący iloczyn:
{\displaystyle X_{n}={\frac {1}{2}}\cdot {\frac {1}{3}}\cdot \ldots \cdot {\frac {1}{n-1}}\cdot {\frac {1}{n}}\cdot h_{1}\cdot h_{2}\cdot \ldots \cdot h_{n-1}\cdot h_{n}.}
Upraszczamy możliwie najbardziej powyższe wyrażenie:
{\displaystyle {\begin{aligned}X_{n}&={\frac {1}{n!}}\cdot x\cdot {\frac {x{\sqrt {3}}}{2}}\cdot \ldots \cdot x{\sqrt {\frac {n}{2(n-1)}}}\cdot x{\sqrt {\frac {n+1}{2n}}}\\&={\frac {1}{n!}}\cdot x^{n}{\sqrt {{\frac {2}{2\cdot 1}}\cdot {\frac {3}{2\cdot 2}}\cdot \ldots \cdot {\frac {n}{2(n-1)}}\cdot {\frac {n+1}{2n}}}}\\&={\frac {x^{n}}{n!}}{\sqrt {\frac {(n+1)!}{2^{n}n!}}}\\&={\frac {x^{n}}{n!}}{\sqrt {\frac {n+1}{2^{n}}}}.\end{aligned}}}
Ostatecznie, miara główna {\displaystyle n}-wymiarowego sympleksu foremnego o krawędzi długości {\displaystyle x} wyraża się wzorem:
{\displaystyle X_{n}={\frac {x^{n}}{n!}}{\sqrt {\frac {n+1}{2^{n}}}}.}
Natomiast rekurencyjna zależność na miarę główną naszego sympleksu:
{\displaystyle X_{n}=\left\{{\begin{array}{l}x^{n};&n\leqslant 1\\{\frac {1}{n}}X_{n-1}h_{n};&n>1\end{array}}\right..}
Nietrudno policzyć, że miara główna sympleksu foremnego o nieskończonej liczbie wymiarów dąży do:
{\displaystyle \lim _{n\to \infty }X_{n}=\lim _{n\to \infty }{\frac {x^{n}}{n!}}{\sqrt {\frac {n+1}{2^{n}}}}=0.}

### Całkowita miara k-wymiarowa sympleksu foremnego n-wymiarowego
Pod pojęciem k-wymiarowej miary całkowitej n-wymiarowego sympleksu foremnego rozumieć należy wielkość będącą uogólnieniem obwodu (całkowitej miary 1-wymiarowej) trójkąta równobocznego (sympleksu foremnego 2-wymiarowego), czworościanu foremnego (sympleksu foremnego 3-wymiarowego) oraz jego pola powierzchni całkowitej (całkowitej miary 2-wymiarowej), odpowiednio na {\displaystyle k}-ty i {\displaystyle n}-ty wymiar. Nietrudno zauważyć, że dowolny {\displaystyle n}-wymiarowy sympleks foremny o krawędzi długości x składa się z {\displaystyle N(n,k)} jednakowych {\displaystyle k}-wymiarowych sympleksów foremnych, z których długości poszczególnych krawędzi również są równe {\displaystyle x.} Tak więc {\displaystyle k}-wymiarowa miara całkowita {\displaystyle n}-wymiarowego sympleksu foremnego o krawędzi długości {\displaystyle x} jest równa iloczynowi miary głównej pojedynczego k-wymiarowego sympleksu foremnego o długości krawędzi, która także wynosi {\displaystyle x,} czyli {\displaystyle X_{k}} oraz liczby wszystkich takich k-wymiarowych sympleksów foremnych w danym n-wymiarowym sympleksie foremnym {\displaystyle N(n,k){:}}
{\displaystyle X_{kn}=N(n,k)\cdot X_{k}={n+1 \choose k+1}{\frac {x^{k}}{k!}}{\sqrt {\frac {k+1}{2^{k}}}}.}
Nietrudno policzyć, że dowolna {\displaystyle k}-wymiarowa miara całkowita sympleksu foremnego o nieskończonej liczbie wymiarów dąży do:
{\displaystyle \lim _{n\to \infty }X_{kn}=\lim _{n\to \infty }{n+1 \choose k+1}{\frac {x^{k}}{k!}}{\sqrt {\frac {k+1}{2^{k}}}}\to \infty .}